# Autobahn 503
Die belgische Autobahn 503, auch auf franz. Autoroute 503 bzw. niederl. Autosnelweg 503 genannt, dient als Zubringer von Charleroi aus Richtung Süden.
Die Autobahn verbindet die Stadt und den kleinen inneren Ring R9 mit den Vororten im Süden der Stadt sowie den großen Autobahnring R3. 
Die Nummern der Ausfahrten sind eine Fortsetzung der verwendeten Nummerierungen der A7, der A54 und des Ringes R9.

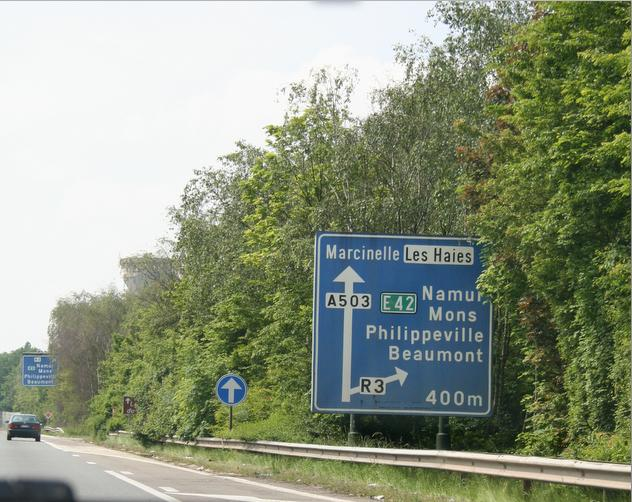
Beschilderung der A503

Verlauf der A503